# 福本幸子
福本 幸子（1982年5月3日—），英文藝名Judy，生於美國田纳西州，於日本沖繩縣長大，日本女演員與時裝模特兒。

## 生平
其父為日本人，其母為臺灣人，生於美國田纳西州，於日本沖繩縣北中城村長大。因其家庭影響，她能夠使用日本語、英語、台語、北京話、廣東話。

## 作品

### 電視劇
- 《換換愛》(2007年) 飾演 楊妍書
- 《翻滾吧！蛋炒飯》(2008年) 飾演 仇琳
- 《波麗士大人》(2008年) 飾演 珍妮佛 Jennifer
- 《四重奏》(2011年) 飾演 小春
- 《Dirty Mama!（日语：ダーティ・ママ!）》(2012年) 飾演 凛凛
- 《LEGAL HIGH》第一季(2012年) 飾演 中國女子
- 《金田一少年之事件簿－香港九龍財寶殺人事件》(2013年) 飾演 楊美琴
- 《植劇場－夢裡的一千道牆》(2017年) 飾演 Mia

### 電影
- 《特警新人類2》（2000年）
- 《木更津貓眼 日本系列（日语：木更津キャッツアイ 日本シリーズ）》（2003年）
- 《琉神Mabuya電影版：七魂（日语：琉神マブヤーTHE MOVIE 七つのマブイ）》（2011年）
- 《天上的風》（2012年）

## 外部連結
- My Nomadic Life – Sachiko JUDY Fukumoto
- 福本幸子的Facebook專頁